# Zoltán Schenker
Zoltán Schenker (ur. 13 października 1880 w Váradszentmárton, zm. 25 sierpnia 1966 w Budapeszcie) – węgierski oficer i szermierz, trzykrotny medalista olimpijski.
Na igrzyskach olimpijskich w Sztokholmie w 1912 roku wspólnie z Jenő Fuchsem, László Bertim, Ervinem Mészárosem, Péterem Tóthem, Lajosem Werknerem, Oszkárem Gerde i Dezső Földesem zdobył złoto w szabli drużynowej. W turnieju indywidualnym był czwarty, wygrywając cztery z siedmiu pojedynków rundy finałowej. Wystąpił tam także we florecie indywidualnym, odpadając w półfinałach. Następnie wystąpił na igrzyskach olimpijskich w Paryżu w 1924 roku, gdzie zdobył dwa medale. Najpierw wspólnie z László Bertim, Sándorem Póstą, István Lichteneckertem i Ödönem Tersztyánszkym zdobył brązowy medal we florecie drużynowym. Następnie Ödön Tersztyánszky, János Garay, Sándor Pósta, László Berti, József Rády, Zoltán Schenker, Jenő Uhlyárik i László Széchy wywalczyli srebro w szabli drużynowej. W szabli indywidualnej był czwarty, a we florecie indywidualnym odpadł w pierwszej rundzie. Brał też udział w igrzyskach olimpijskich w Amsterdamie w 1928 roku, gdzie odpadł w półfinałach turnieju floretu indywidualnego.
Nie zdobył medalu mistrzostw świata. Był mistrzem kraju we florecie indywidualnym w latach 1922 i 1924.
Ukończył studia w Akademii Wojskowej w Bécsujhely w 1901, następnie otrzymał stopień porucznika 17. Pułku Piechoty. Brał udział w I wojnie światowej jako kapitan sztabowy artylerii. Na emeryturę przeszedł w 1931 w stopniu pułkownika. W latach 1920–1931 był wykładowcą Akademii Wojskowej Cesarzowej Ludwiki. Po II wojnie światowej uczył fechtunku.